# Культурная война
Культу́рная война́ — культурный конфликт между традиционными или консервативными ценностями и демократическими, прогрессивными или либеральными ценностями в Западном мире, а также в других странах.
Культурная война оказала влияние на споры в области истории и науки в США, Австралии, Новой Зеландии, Канаде и в меньшей мере в Великобритании.
Термин «культурная война» стал активно использоваться в американской политике после выхода в 1991 году книги Джеймса Дэвисона Хантера «Культурные войны: борьба за определение Америки» («Culture Wars: The Struggle to Define America»). Хантер отмечал серьезную перестройку и поляризацию, которые изменили культуру и политику США, включая вопросы аборта, федеральных и принятых на уровне штатов законов о ношении оружия, глобального потепления, иммиграции, отделения церкви от государства, неприкосновенности частной жизни, употребления наркотиков, прав ЛГБТ и цензуры.
В Канаде термин «культурная война» используется для описания различий в ценностях между Западной и Восточной Канадой, городских и сельских районов, а также консерватизма и либерализма. Деление на франко- и англоговорящее население — также неотъемлемая часть канадского общества.

## Происхождение
Фраза «культурная война» является калькой с немецкого языка от слова Kulturkampf («Культуркампф», нем. Kulturkampf — «борьба за культуру») — период жёсткой борьбы правительства Германской империи во главе с рейхсканцлером Отто фон Бисмарком за установление государственного контроля над Римско-католической церковью в период с 1871 года по 1878 год.

## Соединенные Штаты Америки
В США термин «культурная война» может означать конфликт между традиционалистами или консерваторами и прогрессистами или либералами. Он появился в 1920-х годах, с возникновением явного конфликта между ценностями жителей городов и сельских жителей. Столкновение произошло в результате многочисленных волн иммиграции в США людей, которых европейские иммигранты ранее считали «иностранцами». Кроме того, это произошло и в результате культурных сдвигов и эпохи «ревущих двадцатых», что привело к началу президентской кампании убеждённого католика Альфреда Смита. Однако американский термин «культурная война» был пересмотрен Джеймсом Дэвисом Хантером, о чём он написал в своей книге «Культурные войны: борьба за определение Америки» (1991 г.). В книге говорится о том, что термин впервые появился лишь в 1960-х. С тех пор существуют различные определения американской культурной войны.

### 1990-е
Джеймс Дэйвисон Хантер, социолог из Университета Виргинии, ввел выражение снова в его публикации 1991 года «Культурные войны: борьба за определение Америки». Хантер описал то, что он считал серьезной перестройкой и поляризацией, что изменило американскую политику и культуру.
Он утверждал, что в обществе существовало два абсолютно противоположных мнения относительно растущего числа важнейших вопросов — аборта, законов о ношении оружия, отделения церкви от государства, неприкосновенности частной жизни, употребления наркотиков, гомосексуализма и цензуры. При этом мало того, что было много вызывающих разногласия вопросов, но и само общество делилось пополам в зависимости от отношения к этим вопросам, тем самым составляя две враждующих группы, определенных, прежде всего, не религией, этнической принадлежностью, социальным классом или даже политическими убеждениями, а скорее идеологическими мировоззрениями.
В 1992 году на Съезде Республиканской партии Патрику Бьюкенену (американский политик, являвшийся оппонентом Джорджа Буша) было выделено время в прайм-тайме, где он произнес свою речь о культурной войне. Бьюкенен заявил: «В США идёт религиозная война. Это культурная война, которая столь же важна для нашей страны, как была важна Холодная война». В дополнение к критике защитников окружающей среды и феминизма, он описал общественную мораль как одну из важнейших тем:
«[Билл] Клинтон и [Хиллари] Клинтон вынесут на повестку такие вопросы как аборт, проверка Верховного Суда, права гомосексуалистов, дискриминация в отношении религиозных школ, женщин в составе боевых подразделений. Соглашусь, это изменения. Но это не те изменения, в которых нуждается Америка. И это не те изменения, которые мы можем допустить в стране, которую мы все еще называем страной Бога».
Месяцем позже Бьюкенен охарактеризовал «культурную войну» как попытку власти определить для общества, что такое хорошо, а что такое плохо. Он назвал аборт, сексуальную ориентацию и массовую культуру основными направлениями, а также упомянул другие споры, включая столкновения по вопросу о флаге Конфедеративных Штатов Америки, Рождестве и финансируемом налогоплательщиками искусстве. Он также заявил, что негативный отклик, который получила его речь о «культурной войне» является доказательством поляризации Америки.
Культурная война оказала значительное влияние на государственную политику США в 1990-х годах. Заявления Христианской Коалиции Америки, возможно, снизили шансы президента Джорджа Буша на переизбрание в 1992 году и помогли его преемнику, Биллу Клинтону, который был переизбран в 1996 году.

### 2000-е
В феврале 2009 года американский журналист Уильям Салетан в газете «Нью-Йорк таймс» заявил, что культурная война станет причиной комплексного смешения левых и правых идей. Он написал: «мораль должна быть практичной, и эта практичность требует моральных нравов». Он пришел к заключению, что консерваторы должны принять тот факт, что планирование семьи это способ уменьшения количества абортов и государственных дотаций, в то время как либералы должны принять необходимость принятия личной ответственности, что означает, что незащищенный секс должен быть подвергнут резкой критике с их стороны. Он также выступил в защиту однополых браков как способа привести ЛГБТ сообщество США к «этике взаимной поддержки и жертвования», предполагающей более высокую степень личной ответственности.

## Канада
Фраза «культурная война» (или «культурные войны») в Канаде описывает поляризацию между различными ценностями канадцев. Это может быть Запад против Востока, сельское население против городского, или традиционные ценности против прогрессивных.
«Культурная война» — относительно новый термин в политике Канады. Он все еще может быть использован для описания исторических событий в Канаде, таких как Восстания 1837 года, движения за суверенитет Квебека и любых конфликтов в Канаде, связанных с коренными жителями. Однако в большей мере данный термин относится к текущим событиям, таким как конфликт в Каледонии с местными жителями и растущими противоречиями между канадцами консервативных и либеральных взглядов. Противоречия возникли в 2010 году, когда специалист по опросам Франк Грэйвс предложил Либеральной партии начать «культурную войну» против Консервативной партии. «Я сказал им, что они должны прибегнуть к культурной войне. Космополитизм против местечковости, секуляризм против морализаторства, Обама против Пэйлин, терпимость против расизма и гомофобии, демократия против автократии. Очень плохо, если ворчливым старикам в Альберте это не нравится. Пусть едут на юг и голосуют за Пэйлин». Фраза «культурные войны» также использовалась, чтобы описать отношение правительства Харпера к творческому сообществу. Телевизионный журналист Эндрю Койн назвал эту негативную политику по отношению к творческому сообществу «классовой борьбой». В последнее время термин «культурная война» стал использоваться значительно чаще вследствие митингов против перерывов в работе парламента, аборта и регистрации оружия.

## Австралия
Различный подход к трактовке истории коренных жителей Австралии вызвал ожесточенные политические споры в период 1996—2007 гг., данные споры получили название «культурные войны». Дискуссии подвергалось преподавание истории в австралийских школах, а также то, как история коренного населения была представлена в Национальном музее Австралии.
Два австралийских премьер-министра, Пол Китинг и Джон Говард, были крупными участниками такого рода «культурных войн». Согласно работе Марка Маккенны для австралийской Парламентской Библиотеки, Пол Китинг (1991—1996), как полагал Джон Говард (1996—2007), незаконно представлял в отрицательном свете Австралию в период до правления Эдварда Уитлэма; в то время как Китинг стремился дистанцировать современную лейбористскую партию от политики «Белой Австралии» и того факта, что она исторически оказывала поддержку Монархии, утверждая, что консервативные австралийские партии препятствовали национальному прогрессу и были чрезмерно лояльны к Британской империи. Он обвинил Великобританию в том, что та оставила Австралию во время Второй мировой войны. Китинг был сторонником символического извинения перед коренными народами за преступления прошлых правительств. В 1999 году, после вышедшего в 1998 году отчёта «Верните их обратно», Говард обратился к Парламенту с предложением относиться к коренным жителям как к «наиболее мрачной главе» в австралийской истории, однако он не принес официальных извинений от имени Парламента. Говард утверждал, что практические меры будут намного продуктивнее и уместнее извинений.
Официальная позиция австралийского правительства по данному вопросу меняется в зависимости от смены правящей партии. Так, глава лейбористской партии и избранный в 2007 году премьер-министр Австралии, Кевин Радд, принес публичное извинение коренным жителям.